# Yūhei Satō (Fußballspieler)
Yūhei Satō (japanisch 佐藤 優平 Satō Yūhei; * 29. Oktober 1990 in Yokohama) ist ein japanischer Fußballspieler.

## Karriere
Satō erlernte das Fußballspielen in der Jugendmannschaft von Yokohama F. Marinos und der Universitätsmannschaft der Kokushikan-Universität. Seinen ersten Vertrag unterschrieb er 2013 bei den Yokohama F. Marinos. Der Verein spielte in der höchsten Liga des Landes, der J1 League. 2013 gewann er mit dem Verein den Kaiserpokal. Für den Verein absolvierte er 28 Erstligaspiele. Im Juli 2015 wechselte er zum Ligakonkurrenten Albirex Niigata. Für den Verein absolvierte er 10 Erstligaspiele. 2016 wechselte er zum Zweitligisten Montedio Yamagata. Für den Verein absolvierte er 43 Ligaspiele. 2018 wechselte er zum Ligakonkurrenten Tokyo Verdy.

## Erfolge
Yokohama F. Marinos
- J1 League

Vizemeister: 2013
- Kaiserpokal

Sieger: 2013